# Kevin Cooney
Pour les articles homonymes, voir Cooney.
Kevin Cooney est un acteur américain né le 2 octobre 1945 à Houston, Texas (États-Unis).

## Filmographie
- 1975 : Attack on Terror: The FBI vs. the Ku Klux Klan (TV) : Homme sur le pont
- 1979 : North Dallas Forty : Pete Peterson
- 1980 : Hotwire :…
- 1981 : La Ferme de la terreur (Deadly Blessing) : Sheriff
- 1983 : Lone Star Bar & Grill :…
- 1985 : Mémoires du Texas (The Trip to Bountiful) : Roy
- 1986 : Yuri Nosenko, KGB (TV) : Don Fisher
- 1988 : Full Moon in Blue Water : Charlie O'Donnell
- 1989 : Le Combat de Jane Roe (Roe vs. Wade) (TV) :…
- 1989 : Le Cercle des poètes disparus (Dead Poets Society) : Joe Danburry
- 1989 : Blood Red : le maire Riggs
- 1989 : Night Game de Peter Masterson : Essicks
- 1993 : L'Enfer des neiges (en) (Arctic Blue) de Peter Masterson : Leo Meyerling
- 1993 : Tueuse à gage (Quick) : Schieffer
- 1994 : White Mile (TV) : homme âgé
- 1994 : Danger immédiat (Clear and Present Danger) : CIA Counsel
- 1995 : Terror in the Shadows (TV) : Patrolman
- 1995 : La Dernière Marche (Dead Man Walking) : Gouv. Benedict
- 1996 : Invader : Lt. General McClintock
- 1996 : Sans alternative (Woman Undone) (TV) : Chuck
- 1996 : Independence Day : Atlantic Air CINC
- 1996 : Si les murs racontaient... (If These Walls Could Talk) (TV) : Dr Kramer (segment "1952")
- 1997 : Les Ailes de l'enfer (Con Air) : Juge
- 1997 : Clockwatchers de Jill Sprecher : I.W. Kilmer
- 1997 : Reportage en direct (Mad City) : Principal
- 1997 : La Piste du tueur (Switchback) : Grant Montgomery
- 1998 : Supersens (Senseless) : Mr Thorpe
- 1998 : Primary Colors : Lawrence Harris
- 1998 : Bulworth de Warren Beatty : Rev. Wilberforce
- 1998 : Goodbye Lover : Company Man #1
- 1999 : Contrat sur une tueuse (en) (Angel's Dance) : Theodore Chaste
- 1999 : Austin Powers 2 : L'Espion qui m'a tirée (Austin Powers: The Spy Who Shagged Me) : Col. du NORAD
- 2000 : Last Mistake : Neighbor
- 2000 : Le Club des cœurs brisés (The Broken Hearts Club: A Romantic Comedy) : Obstetritian
- 2000 : L'Enfer du devoir (Rules of Engagement) : Général (4 étoiles)
- 2001 : My First Mister : Docteur
- 2001 : La Revanche d'une blonde (Legally Blonde) : Head of Admissions
- 2001 : American Pie 2 de James B. Rogers : Docteur
- 2002 : Sur le chemin de la guerre (Path to War) de John Frankenheimer (Téléfilm) : premier journaliste
- 2002 : West of Here : Mr Blackwell
- 2002 : Les Messagers du vent (Windtalkers) : Ear Doctor
- 2002 : Austin Powers dans Goldmember (Austin Powers 3 : Goldmember) : Général Clark
- 2004 : Le Tout pour le tout 2 (Bring It on Again) (vidéo) : Dean Sebastian
- 2004 : American Crime (vidéo) : Mr Corpach
- 2005 : Good Cop, Bad Cop : Jerry
- 2005 : Barry Dingle : Sénateur Albert Shivers
- 2006 : The Alibi de Matt Checkowski et Kurt Mattila : Irv
- 2006 : Raymond (The Shaggy Dog) : Docteur
- 2007 : Le Cœur n'oublie pas (Sacrifices of the Heart) (TV) : Doc Osborne